# Річард Арвін Овертон
Річард Арвін Овертон (англ. Richard Arvin Overton, 11 травня 1906 — 27 грудня 2018) — американський супердовгожитель, який у віці 112 років і 230 днів був найстаршим підтвердженим ветераном Другої світової війни в США та найстарішим чоловіком у Сполучених Штатах. Служив в Армії США . У 2013 році його нагородив президент Барак Обама. Він проживав в Остіні, штат Техас, з 1945 року до своєї смерті в 2018 році.

## Молодість і освіта
Овертон народився в окрузі Бастроп, штат Техас, у родині Гентрі Овертона-старшого та Елізабет Франклін Овертон Вотерс.

## Військова та цивільна кар'єра
Овертон був зарахований до армії Сполучених Штатів 3 вересня 1940 року у форті Сем Х'юстон, штат Техас.
Він служив у південній частині Тихого океану з 1940 по 1945 рік, включаючи зупинки на Гаваях, Гуамі, Палау та Іводзімі . Він залишив армію США в жовтні 1945 року техніком п'ятого класу .
Овертон працював у місцевих меблевих магазинах, перш ніж зайняти посаду в Департаменті фінансів Техасу (тепер це частина Техаського контролера державних рахунків) в Остіні. Був двічі одружений, але дітей не мав.

## Пізні роки

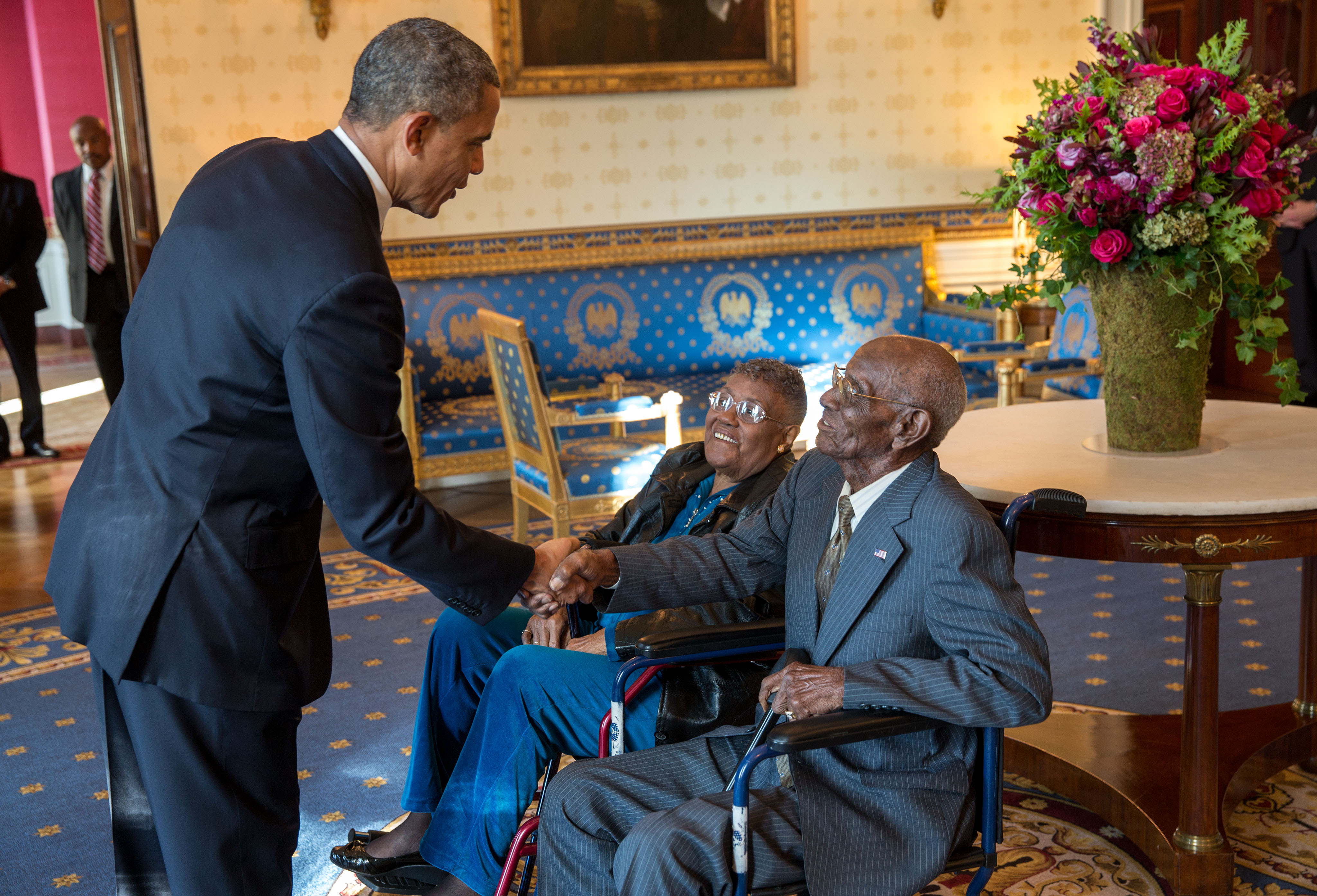
Президент США Барак Обама вітає Овертона в Блакитній кімнаті Білого дому, День ветеранів 2013 року

Овертон привернув увагу ЗМІ під час вихідних у День пам'яті 2013 року, коли він сказав в інтерв'ю Fox News, що проведе свій День пам'яті, «курячи сигари та попиваючи каву з віскі». Відомо, що Овертон викурював близько десятка сигар на день. У той самий День пам'яті Овертон зустрівся з губернатором Техасу Ріком Перрі . Овертон також був запрошений до Білого дому, де він зустрівся з президентом Бараком Обамою, і на церемонію Дня ветеранів на Арлінгтонському національному кладовищі, де він був виділений по імені для похвали від президента.
Під час гри НБА між " San Antonio Spurs " і " Memphis Grizzlies " 24 березня 2017 року Овертон був вшанований під час перерви.
Овертон є темою документального фільму " Містер Овертон " 2016 року, в якому він бере інтерв'ю про свій розпорядок дня, думки про своє довголіття та військову службу. 3 травня 2016 року він став найстарішим американським ветераном, який вижив після смерті Френка Левінгстона .
11 травня 2016 року Овертон став довгожителем. Після смерті Кларенса Метьюза (народився 1 травня 1906 року) 22 липня 2017 року Овертон став найстарішим живим американцем. Овертон був госпіталізований через пневмонію в грудні 2018 року. Його помістили в реабілітаційний центр, де він помер 27 грудня 2018 року у віці 112 років і 230 днів.

## Бойові нагороди

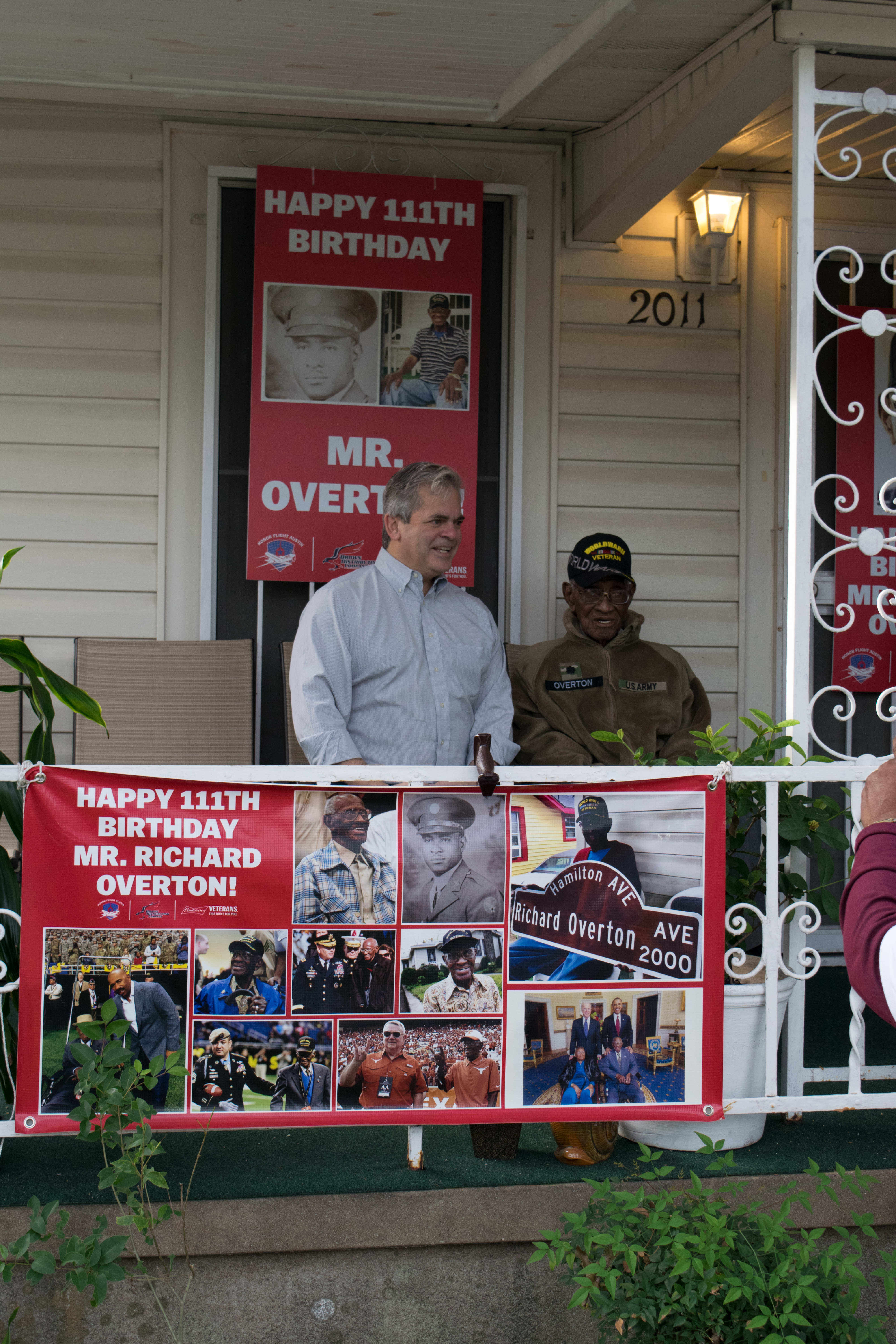
Richard Overton with Austin Mayor Steve Adler before the Veteran's Day Parade.

| Значок                      | Значок бойового піхотинця               | Значок бойового піхотинця                | Значок бойового піхотинця               |
| 1-й ряд                     | Медаль «Бронзова зірка»                 | Медаль за відмінну поведінку             | Пам'ятна медаль оборони Америки         |
| 2-й ряд                     | Медаль «За Американську кампанію»       | Медаль Азійської-тихоокеанської кампанії | Медаль Перемоги у Другій світовій війні |
| Значок                      | Значок експерта зі стрільби з гвинтівки | Значок експерта зі стрільби з гвинтівки  | Значок експерта зі стрільби з гвинтівки |
| Нагорода підрозділу         |                                         |                                          |                                         |
| Відзнака за видатні заслуги |                                         |                                          |                                         |

## Особисте життя
Овертон жив в Остіні, штат Техас. 11 грудня 2014 року Муніципальний коледж Остіна присвоїв Овертону почесний ступінь асоційованого спеціаліста, найвищу відзнаку коледжу. Він був членом Церкви Христа і регулярно її відвідував.
1 липня 2018 року повідомлялося, що Овертон став жертвою крадіжки особистих даних. Підозрюваний невідомого походження відкрив фальшивий банківський рахунок з номером соціального страхування Овертона, отримав доступ до його особистого поточного рахунку та використав гроші для збору ощадних облігацій . Овертон також мав обліковий запис GoFundMe, який зібрав понад 420 000 доларів США на догляд за ним. 5 липня 2018 року родина Овертона оголосила, що Банк Америки повернув кошти на його рахунок.